# Équipe des îles Féroé féminine de handball
Maillots
L'équipe des Îles Féroé féminine de handball représente la Fédération féroïenne de handball lors des compétitions internationales.
Avant la création de la fédération, en 1980, les handballeuses féroiennes évoluaient sous l'égide du Danemark. En juin 2017, l'équipe est passée pour la première fois de la phase de qualification 1 à la phase 2 des qualifications pour le Championnat d'Europe de handball féminin 2018, lorsqu'elle a remporté les deux matchs de son groupe lors des qualifications contre la Grèce et la Finlande. En 2024, les Féroé parviennent pour la première fois à se qualifier pour un Championnat d'Europe.

## Parcours détaillé

### Jeux olympiques
| Année        | Rang                   | J                      | G                      | N                      | P                      | BP                     | BC                     |
| ------------ | ---------------------- | ---------------------- | ---------------------- | ---------------------- | ---------------------- | ---------------------- | ---------------------- |
| 1976 et 1980 | Non qualifiable        | Non qualifiable        | Non qualifiable        | Non qualifiable        | Non qualifiable        | Non qualifiable        | Non qualifiable        |
| 1984 à 2024  | Non qualifié           | Non qualifié           | Non qualifié           | Non qualifié           | Non qualifié           | Non qualifié           | Non qualifié           |
| 2028         | qualifications à venir | qualifications à venir | qualifications à venir | qualifications à venir | qualifications à venir | qualifications à venir | qualifications à venir |
| Total        | 0/13                   | 0                      | 0                      | 0                      | 0                      | 0                      | 0                      |

| Année       | Rang                | J                   | G                   | N                   | P                   | BP                  | BC                  |
| ----------- | ------------------- | ------------------- | ------------------- | ------------------- | ------------------- | ------------------- | ------------------- |
| 1957 à 1978 | Non qualifiable     | Non qualifiable     | Non qualifiable     | Non qualifiable     | Non qualifiable     | Non qualifiable     | Non qualifiable     |
| 1982 à 2023 | Non qualifié        | Non qualifié        | Non qualifié        | Non qualifié        | Non qualifié        | Non qualifié        | Non qualifié        |
| / 2025      | Qualifié            | Qualifié            | Qualifié            | Qualifié            | Qualifié            | Qualifié            | Qualifié            |
| 2027        | Compétition à venir | Compétition à venir | Compétition à venir | Compétition à venir | Compétition à venir | Compétition à venir | Compétition à venir |
| 2029        | Compétition à venir | Compétition à venir | Compétition à venir | Compétition à venir | Compétition à venir | Compétition à venir | Compétition à venir |
| / 2031      | Compétition à venir | Compétition à venir | Compétition à venir | Compétition à venir | Compétition à venir | Compétition à venir | Compétition à venir |
| Total       | 1/31                | 0                   | 0                   | 0                   | 0                   | 0                   | 0                   |

| Année       | Rang                    | J                       | G                       | N                       | P                       | BP                      | BC                      |
| ----------- | ----------------------- | ----------------------- | ----------------------- | ----------------------- | ----------------------- | ----------------------- | ----------------------- |
| 1994 à 2022 | Non qualifié            | Non qualifié            | Non qualifié            | Non qualifié            | Non qualifié            | Non qualifié            | Non qualifié            |
| / 2024      | 17e/24                  | 3                       | 0                       | 1                       | 2                       | 66                      | 78                      |
| / 2026      | Qualifications en cours | Qualifications en cours | Qualifications en cours | Qualifications en cours | Qualifications en cours | Qualifications en cours | Qualifications en cours |
| / 2028      | Compétition à venir     | Compétition à venir     | Compétition à venir     | Compétition à venir     | Compétition à venir     | Compétition à venir     | Compétition à venir     |
| Total       | 1/14                    | 3                       | 0                       | 1                       | 2                       | 66                      | 78                      |